# Gary Paffett
Gary Paffett (Bromley, 24 marzo 1981) è un ex pilota automobilistico britannico, che ha corso anche per la HWA Racelab in Formula E.

## Carriera

### Formule minori
Dopo aver corso in Kart dal 1991 al 1997, Paffett debutta nelle monoposto nel 1998 correndo nella Formula Vauxhall Junior Classe B. Vince il campionato e si ripete anche l'anno successivo nella Formula Vauxhall. Dopo aver vinto anche la Formula 3 britannica nel 2000, nel 2002 vince anche il campionato tedesco di Formula 3, ottenendo sette vittorie.

### DTM
Nella stagione 2003 debutta in F3000, ma dopo la prima gara il team Brand Motorsport, con cui Paffett aveva firmato, si ritira dal campionato per problemi finanziari. La Mercedes contatta dunque Paffett, rimasto senza volante, per farlo debuttare nel DTM (Campionato Turismo Tedesco) con il Team Rosberg.
Dopo una prima stagione di adattamento, nella stagione 2004 riesce a terminare secondo in classifica, e diventa campione del DTM nella stagione 2005 con la HWA. Dopo una pausa nel 2006, nel 2007 torna a correre in DTM con la Mercedes del team Persson. Dopo due noni posti in classifica generale, nel 2009 torna nel team HWA e ottiene per due stagioni consecutive il secondo posto in campionato, che ripete nel 2012.
Dopo una serie di stagioni con risultati altalenanti, nel 2018 si aggiudica il secondo titolo in DTM con il team HWA, ottenendo tre vittorie in stagione.
Nel 2021 era previsto il suo ritorno in DTM dopo 3 anni di assenza dal campionato, correndo con la Mercedes del team Mücke Motorsport, ma a causa di problemi legati alle restrizioni dei viaggi per la pandemia di COVID-19 Paffett fu costretto a non correre. Al suo posto il team prese il tedesco Maximilian Buhk.

### Formula 1
Dal 2006 al 2013 è collaudatore della scuderia McLaren in Formula 1. Nella stagione 2008 avrebbe dovuto guidare in Formula 1 nella neonata scuderia di David Richards, la Prodrive, ma il progetto non si concretizza. Nel 2016 torna in Formula 1, a 3 anni dalla fine del suo rapporto con la McLaren, firmando come collaudatore per il team Williams.

### Formula E
Nella stagione 2018-2019 debutta in Formula E, sempre con il team HWA, ottenendo due ottavi posti come miglior risultato finale. Nella stagione 2019-2020 passa alla Mercedes come collaudatore e consulente tecnico.

## Risultati

### International Formula 3000
| Stagione | Team             | 1      | 2   | 3   | 4   | 5   | 6   | 7   | 8   | 9   | 10  | Punti | Pos. |
| -------- | ---------------- | ------ | --- | --- | --- | --- | --- | --- | --- | --- | --- | ----- | ---- |
| 2003     | Brand Motorsport | IMO 14 | CAT | A1R | MON | NÜR | MAG | SIL | HOC | HUN | MNZ | 0     | 29º  |

### DTM
(legenda) (Le gare in grassetto indicano la pole position) (Gare in corsivo indicano Gpv)
| Stagione | Team                                | Vettura                     | 1   | 2   | 3   | 4   | 5   | 6   | 7   | 8   | 9   | 10  | 11  | 12  | 13  | 14  | 15  | 16  | 17  | 18  | 19  | 20  | Punti | Pos. |
| -------- | ----------------------------------- | --------------------------- | --- | --- | --- | --- | --- | --- | --- | --- | --- | --- | --- | --- | --- | --- | --- | --- | --- | --- | --- | --- | ----- | ---- |
| 2003     | Team Rosberg                        | AMG-Mercedes CLK-DTM        | HOC | ADR | NÜR | LAU | NOR | DON | NÜR | A1R | ZAN | HOC |     |     |     |     |     |     |     |     |     |     | 4     | 11º  |
| 2003     | Team Rosberg                        | AMG-Mercedes CLK-DTM        |     |     | Rit | 15  | Rit | 9   | 8   | 6   | 12  | 18† |     |     |     |     |     |     |     |     |     |     | 4     | 11º  |
| 2004     | HWA Team                            | AMG-Mercedes C-Klasse 2004  | HOC | EST | ADR | LAU | NOR | SHA | NÜR | OSC | ZAN | BRN | HOC |     |     |     |     |     |     |     |     |     | 57    | 2º   |
| 2004     | HWA Team                            | AMG-Mercedes C-Klasse 2004  | 1   | 13  | 4   | SQ  | 1   | 1‡  | 1   | 4   | 4   | 3   | 3   |     |     |     |     |     |     |     |     |     | 57    | 2º   |
| 2005     | HWA Team                            | AMG-Mercedes C-Klasse 2005  | HOC | LAU | SPA | BRN | OSC | NOR | NÜR | ZAN | LAU | IST | HOC |     |     |     |     |     |     |     |     |     | 84    | 1º   |
| 2005     | HWA Team                            | AMG-Mercedes C-Klasse 2005  | 2   | 1   | 8   | 4   | 1   | 1   | 3   | 1   | 2   | 1   | 3   |     |     |     |     |     |     |     |     |     | 84    | 1º   |
| 2007     | Persson Motorsport                  | AMG-Mercedes C-Klasse 2006  | HOC | OSC | LAU | BRH | BRN | NOR | MUG | ZAN | NÜR | CAT | HOC |     |     |     |     |     |     |     |     |     | 20.5  | 9º   |
| 2007     | Persson Motorsport                  | AMG-Mercedes C-Klasse 2006  | 8   | 1   | 8   | 10  | 4   | Rit | 9   | 12  | 5   | Rit |     |     |     |     |     |     |     |     |     |     | 20.5  | 9º   |
| 2008     | Persson Motorsport                  | AMG-Mercedes C-Klasse 2007  | HOC | OSC | MUG | LAU | NOR | ZAN | NÜR | BRH | CAT | BUG | HOC |     |     |     |     |     |     |     |     |     | 13    | 9º   |
| 2008     | Persson Motorsport                  | AMG-Mercedes C-Klasse 2007  | 7   | 11  | 12  | 10  | SQ  | 11  | 4   | 8   | 11  | 4   | 11  |     |     |     |     |     |     |     |     |     | 13    | 9º   |
| 2009     | HWA Team                            | AMG-Mercedes C-Klasse 2009  | HOC | LAU | NOR | ZAN | OSC | NÜR | BRH | CAT | DIJ | HOC |     |     |     |     |     |     |     |     |     |     | 59    | 2º   |
| 2009     | HWA Team                            | AMG-Mercedes C-Klasse 2009  | Rit | 1   | 5   | 1   | 5   | 8   | 4   | 4   | 1   | 1   |     |     |     |     |     |     |     |     |     |     | 59    | 2º   |
| 2010     | HWA Team                            | AMG-Mercedes C-Klasse 2009  | HOC | VAL | LAU | NOR | NÜR | ZAN | BRH | OSC | HOC | ADR | SHA |     |     |     |     |     |     |     |     |     | 67    | 2º   |
| 2010     | HWA Team                            | AMG-Mercedes C-Klasse 2009  | 1   | 7   | 5   | 6   | 3   | 1   | 5   | 4   | 4   | 2   | 1   |     |     |     |     |     |     |     |     |     | 67    | 2º   |
| 2011     | HWA Team                            | AMG-Mercedes C-Klasse 2009  | HOC | ZAN | SPL | LAU | NOR | NÜR | BRH | OSC | VAL | HOC |     |     |     |     |     |     |     |     |     |     | 25    | 7º   |
| 2011     | HWA Team                            | AMG-Mercedes C-Klasse 2009  | 6   | 9   | 8   | 4   | Rit | 8   | 4   | 4   | 8   | 5   |     |     |     |     |     |     |     |     |     |     | 25    | 7º   |
| 2012     | HWA Team                            | AMG-Mercedes C-Klasse Coupé | HOC | LAU | BRH | SPL | NOR | NÜR | ZAN | OSC | VAL | HOC |     |     |     |     |     |     |     |     |     |     | 145   | 2º   |
| 2012     | HWA Team                            | AMG-Mercedes C-Klasse Coupé | 1   | 2   | 1   | 3   | 4   | 6   | 7   | 2   | Rit | 2   |     |     |     |     |     |     |     |     |     |     | 145   | 2º   |
| 2013     | HWA Team                            | AMG-Mercedes C-Klasse Coupé | HOC | BRH | SPL | LAU | NOR | MSC | NÜR | OSC | ZAN | HOC |     |     |     |     |     |     |     |     |     |     | 69    | 9º   |
| 2013     | HWA Team                            | AMG-Mercedes C-Klasse Coupé | 4   | 6   | 9   | 1   | 18  | 5   | 17  | 6   | 9   | 9   |     |     |     |     |     |     |     |     |     |     | 69    | 9º   |
| 2014     | HWA Team                            | DTM AMG Mercedes C-Coupé    | HOC | OSC | HUN | NOR | MSC | SPL | NÜR | LAU | ZAN | HOC |     |     |     |     |     |     |     |     |     |     | 5     | 22º  |
| 2014     | HWA Team                            | DTM AMG Mercedes C-Coupé    | 12  | 8   | Rit | 12  | 16  | 17  | 16  | 13  | 19  | 10  |     |     |     |     |     |     |     |     |     |     | 5     | 22º  |
| 2015     | Euronics/BWT Mercedes-AMG           | DTM AMG Mercedes C-Coupé    | HOC | HOC | LAU | LAU | ZAN | ZAN | SPL | SPL | MSC | MSC | NOR | NOR | OSC | OSC | NÜR | NÜR | HOC | HOC |     |     | 89    | 9º   |
| 2015     | Euronics/BWT Mercedes-AMG           | DTM AMG Mercedes C-Coupé    | Rit | 3   | 23  | Rit | 3   | 7   | 11  | 10  | 7   | 2   | 7   | 6   | Rit | 13  | 4   | Rit | Rit | 9   |     |     | 89    | 9º   |
| 2016     | Mercedes-Benz DTM Team ART          | Mercedes-AMG C63 DTM        | HOC | HOC | SPL | SPL | LAU | LAU | NOR | NOR | ZAN | ZAN | MSC | MSC | NÜR | NÜR | HUN | HUN | HOC | HOC |     |     | 73    | 11º  |
| 2016     | Mercedes-Benz DTM Team ART          | Mercedes-AMG C63 DTM        | 11  | 4   | 8   | 13  | 14  | 5   | 14  | SQ  | 4   | 2   | 3   | 18  | 19  | 7   | 20  | 16  | 19  | 15  |     |     | 73    | 11º  |
| 2017     | Mercedes-AMG Motorsport Mercedes me | Mercedes-AMG C63 DTM        | HOC | HOC | LAU | LAU | HUN | HUN | NOR | NOR | MSC | MSC | ZAN | ZAN | NÜR | NÜR | SPL | SPL | HOC | HOC |     |     | 102   | 10º  |
| 2017     | Mercedes-AMG Motorsport Mercedes me | Mercedes-AMG C63 DTM        | 7   | 2   | 6   | 4   | 7   | 9   | 10  | Rit | 7   | 16  | 8   | 5   | 10  | 14  | 17  | 4   | 9   | 4   |     |     | 102   | 10º  |
| 2018     | Mercedes-AMG Motorsport Petronas    | Mercedes-AMG C63 DTM        | HOC | HOC | LAU | LAU | HUN | HUN | NOR | NOR | ZAN | ZAN | BRH | BRH | MIS | MIS | NÜR | NÜR | SPL | SPL | HOC | HOC | 255   | 1º   |
| 2018     | Mercedes-AMG Motorsport Petronas    | Mercedes-AMG C63 DTM        | 1   | 3   | 9   | 1   | 6   | 15  | 2   | 13  | 1   | 2   | 6   | 2   | Rit | 14  | 3   | 5   | 10  | 3   | 4   | 3   | 255   | 1º   |

† Il pilota non ha terminato, ma ha completato il 90% della distanza di gara.
‡ Shanghai è stato un round non di campionato.
* Stagione in corso.

### Formula E
| Stagione | Squadra     | Vettura              | 1       | 2       | 3      | 4      | 5     | 6       | 7       | 8     | 9      | 10     | 11     | 12     | 13     | Punti | Pos. |
| -------- | ----------- | -------------------- | ------- | ------- | ------ | ------ | ----- | ------- | ------- | ----- | ------ | ------ | ------ | ------ | ------ | ----- | ---- |
| 2018-19  | HWA Racelab | Spark-Venturi VFE-05 | DIR Rit | MAR Rit | SAN 14 | MEX 16 | HKG 8 | SAY Rit | ROM Rit | PAR 8 | MON 12 | BER 16 | BRN 17 | NYC 11 | NYC 10 | 9     | 19º  |